# Gallenkirch
Gallenkirch is een voormalige gemeente en plaats in het Zwitserse kanton Aargau en maakt deel uit van het district Brugg.
Gallenkirch telt 131 inwoners.

## Geschiedenis
Op 1 januari 2013 fuseerde Gallenkirch met Linn, Oberbözberg en Unterbözberg tot de gemeente Bözberg.

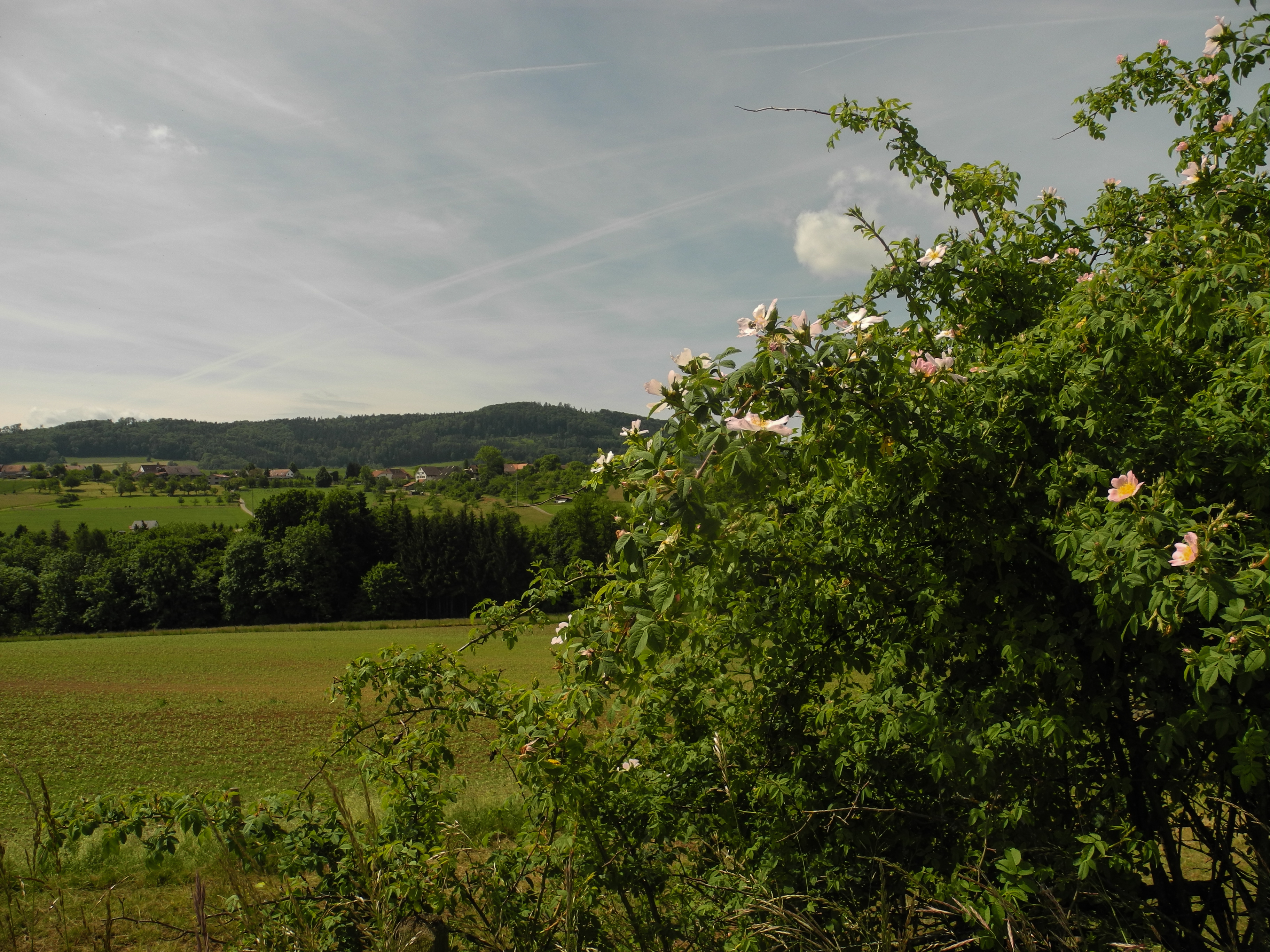
Gallenkirch

Gallenkirch · Linn · Oberbözberg · Unterbözberg